# 中村春木
中村 春木（なかむら はるき、1952年4月7日 - ）は、日本の生物物理学者。大阪大学名誉教授。元大阪大学蛋白質研究所所長。元日本生物物理学会会長。文部科学大臣表彰科学技術賞受賞。

## 人物・経歴
東京生まれ。1971年東京教育大学附属中学校・高等学校（現・筑波大学附属中学校・高等学校）卒業。1975年東京大学理学部物理学科卒業。1980年東京大学大学院理学系研究科物理学専攻博士課程修了、理学博士、東京大学工学部物理工学科助手。1987年蛋白工学研究所第2研究部主任研究員。1988年蛋白工学研究所第2研究部部長。1995年生物分子工学研究所情報解析研究部門部門長。1999年大阪大学蛋白質研究所教授。2012年日本蛋白質科学会会長。2014年大阪大学蛋白質研究所所長。2015年日本生物物理学会会長。2018年定年退職、大阪大学名誉教授。2020年「国際的蛋白質構造データバンク構築への貢献と統合利用の振興」が評価され、科学技術分野の文部科学大臣表彰科学技術賞（科学技術振興部門）受賞。